# هیدروکسی‌استروئید

پرگننولون، نمونه‌ای از یک هیدروکسی‌استروئید.

هیدروکسی‌استروئید مولکولی است که از یک استروئید مشتق شده و در آن یک هیدروژن با یک گروه هیدروکسیل جایگزین شده است. زمانی که گروه هیدروکسیل به‌طور خاص در موقعیت کربن سوم قرار داشته باشد، هیدروکسی‌استروئیدها به‌عنوان استرول شناخته می‌شوند که نمونه‌ای از آن کلسترول است.